# Isen (flod)
Isen er en lille flod i den sydøstlige del af Oberbayern med en længde på omkring 76 kilometer. Isen har sit udspring ved Lacken i kommunen Maitenbeth, Landkreis Mühldorf am Inn i den tyske delstat Bayern.
Ud over Landkreis Mühldorf løber Isen ind i Landkreis Erding gennem kommunerne Isen, Lengdorf og Dorfen, for at vende tilbage til Landkreis Mühldorf igen, gennem Schwindegg, Ampfing, Mettenheim, Mühldorf am Inn og Erharting; Til slut løber den i kommunen Winhöring ind i Landkreis Altötting, og ved Neuötting, løber den fra den nordlige bred, ud i Inn, som er en biflod til Donau.
Isendalen er sammen med dens bifloder underlagt EU-Habitatdirektivet der skal sikre sikre sårbare og truede biotoper, men er truet af bygningen af ny motorvej (Bundesautobahn 94).
Bifloder til Isen er Lappach, Ornaubach, Kagnbach og Goldach.
48°15′2″N 12°40′20″Ø / 48.25056°N 12.67222°Ø